# Nausicaá

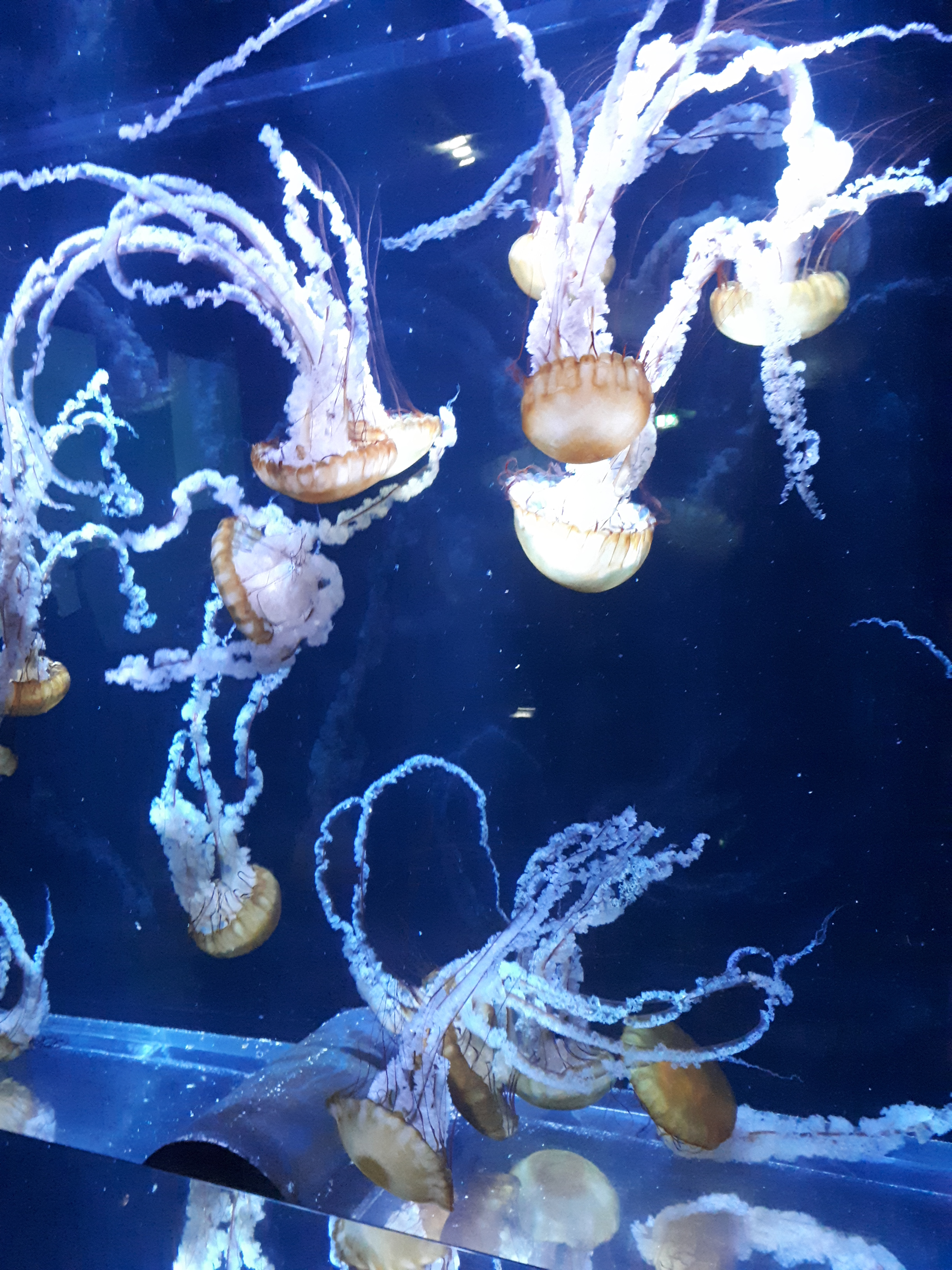
Kwallen in het aquarium

Nausicaá (Frans: Nausicaä Centre National de la Mer) is een publiek aquarium dat zich bevindt in de tot het departement Pas-de-Calais behorende stad Boulogne-sur-Mer, Frankrijk. Het aquarium, met een volume van 10.000 m³, is in oppervlakte de grootste aquariumtank in Europa. In het aquarium wordt het onderwaterleven van het eiland Malpelo nagebootst.
Sinds 2018 kan in Nausicaa de enige reuzenmanta in een Europees aquarium worden teruggevonden.

## Geschiedenis
Nausicaá werd vanaf 1991 opengesteld voor het publiek en ontving sindsdien miljoenen bezoekers, het is de tweede belangrijkste toeristische attractie in Hauts-de-France. Sinds 1991 heeft het centrum verschillende uitbreidingen gekend.
Op deze plaats bevond zich voordien het casino. De naam Nausicaá is een anagram van het woord 'casino'.

## Het aquarium
Het museum omvat aquaria en terraria waarin zich ongeveer 60.000 dieren bevinden van over de gehele wereld. Ook het leven in lagunes, koraalriffen en andere oeverbiotopen wordt toegelicht.
Niet alleen vissen en typische zee-organismen, maar ook pinguïns, kaaimannen en leguanen zijn in het zeecentrum aan te treffen.

### Fokprogramma's
Het park neemt deel aan meerdere internationale fokprogramma's en coördineert en beheert de EEP-stamboeken voor de regenboogvissen.

## Externe links

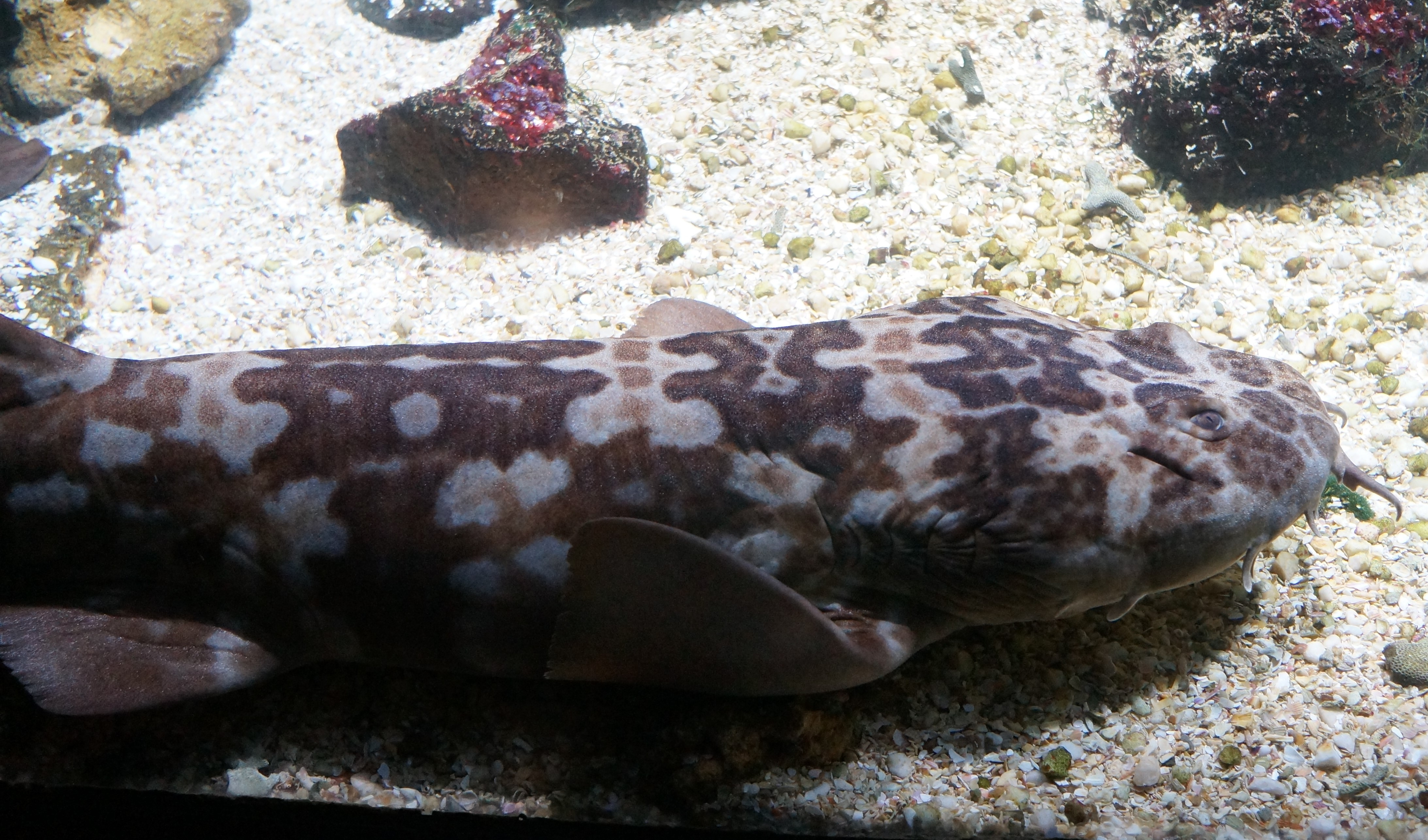
Een wobbegong (Orectolobus hutchinsi)
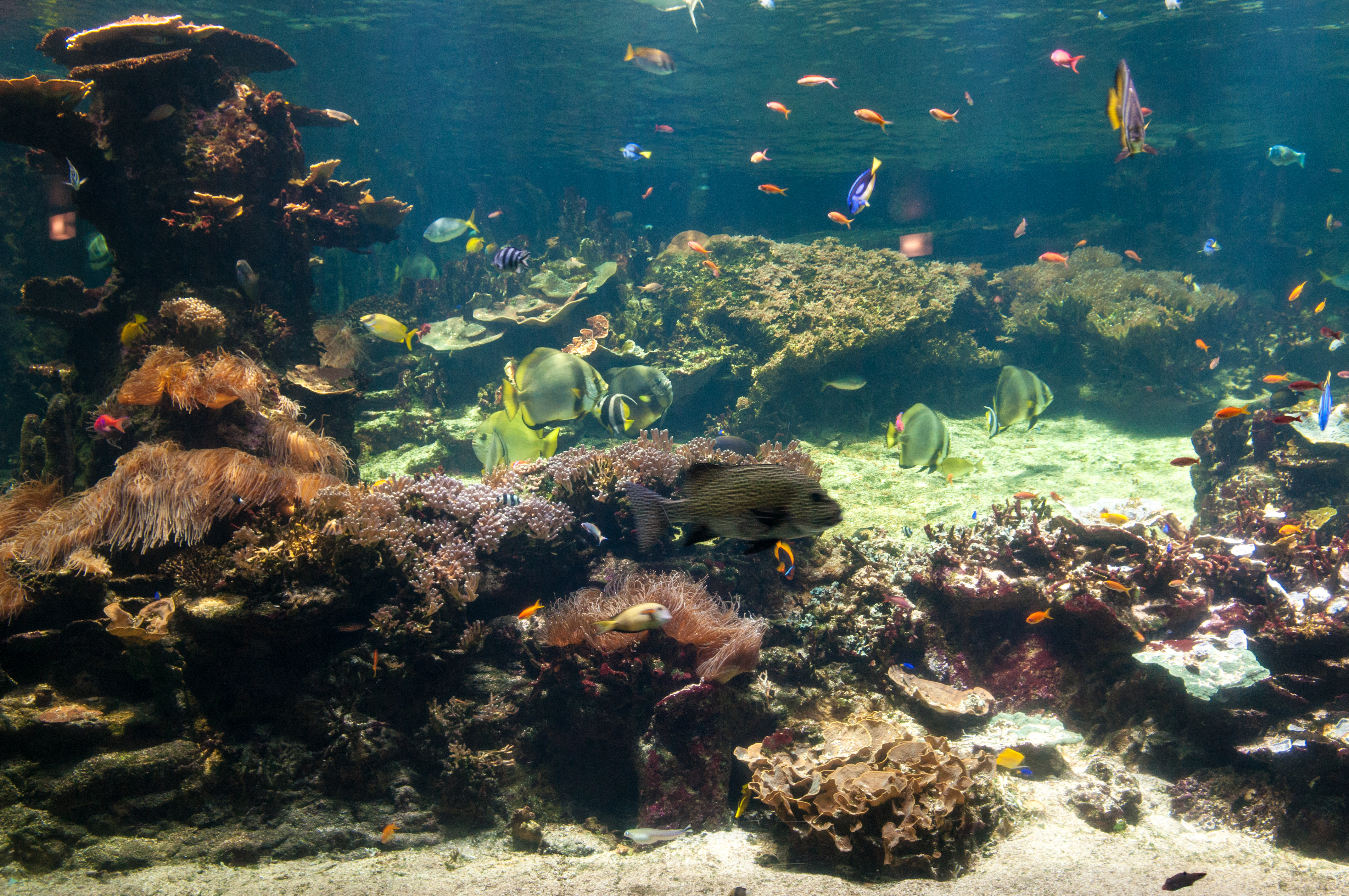
Het grote koraalaquarium
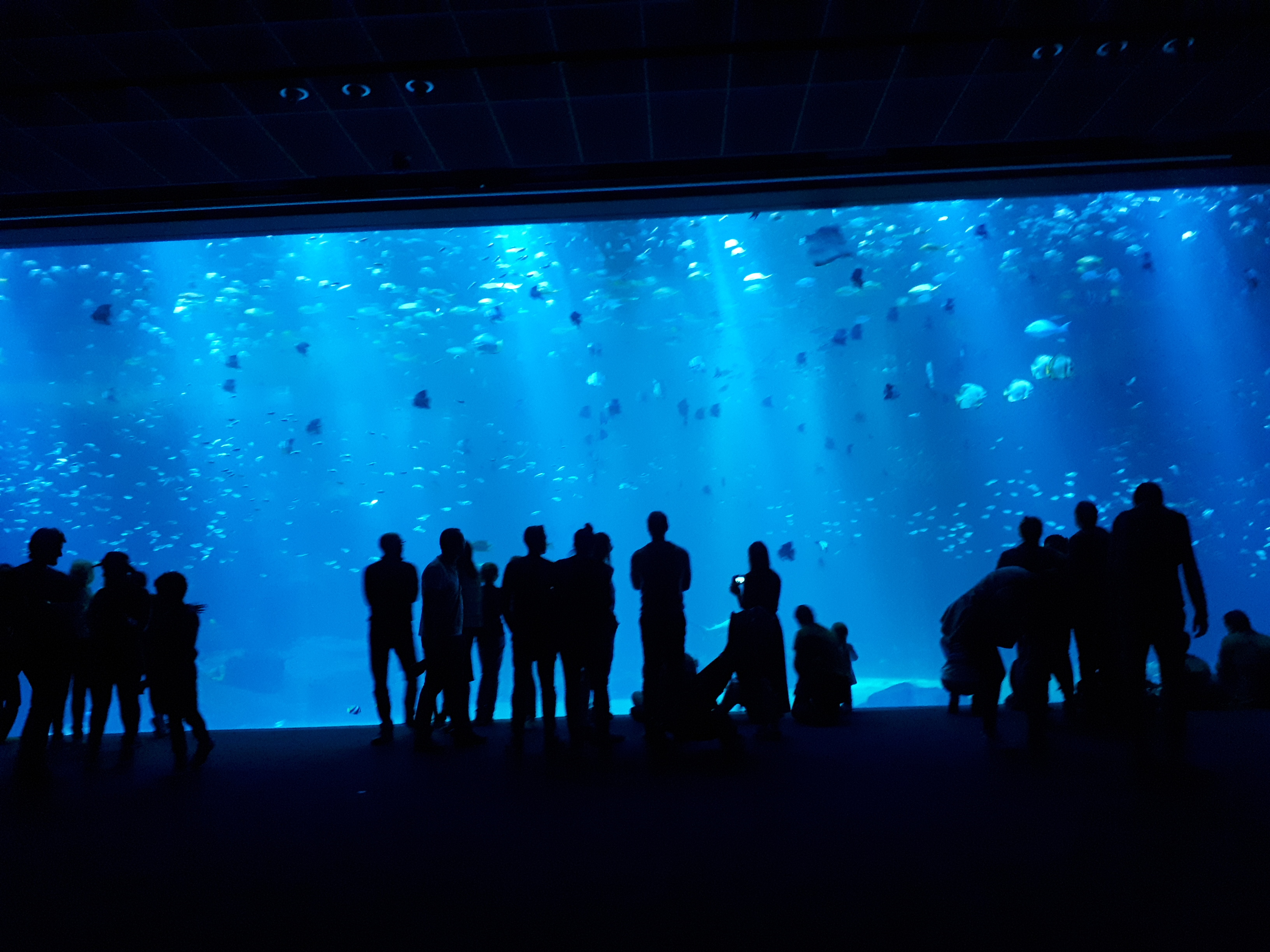
De grootste aquariumtank in Europa